# Lijst van voetbalinterlands België - Roemenië
Deze lijst van voetbalinterlands is een overzicht van alle officiële voetbalwedstrijden tussen de nationale teams van België en Roemenië. De landen hebben tot op heden dertien keer tegen elkaar gespeeld. De eerste ontmoeting was een vriendschappelijke wedstrijd en werd gespeeld in Boekarest op 10 juni 1937. Het laatste duel, een groepswedstrijd tijdens het Europees kampioenschap voetbal 2024, vond plaats in Keulen (Duitsland) op 22 juni 2024.

## Wedstrijden
| №  | Plaats    | Datum             | Competitie           | Wedstrijd         | Uitslag |
| -- | --------- | ----------------- | -------------------- | ----------------- | ------- |
| 1  | Boekarest | 10 juni 1937      | Vriendschappelijk    | Roemenië − België | 2 − 1   |
| 2  | Boekarest | 28 september 1955 | Vriendschappelijk    | Roemenië − België | 1 − 0   |
| 3  | Brussel   | 26 mei 1957       | Vriendschappelijk    | België − Roemenië | 1 − 0   |
| 4  | Brussel   | 6 juni 1980       | Vriendschappelijk    | België − Roemenië | 2 − 1   |
| 5  | Brussel   | 24 maart 1982     | Vriendschappelijk    | België − Roemenië | 4 − 1   |
| 6  | Brussel   | 26 mei 1990       | Vriendschappelijk    | België − Roemenië | 2 − 2   |
| 7  | Brussel   | 14 oktober 1992   | WK 1994 kwalificatie | België − Roemenië | 1 − 0   |
| 8  | Boekarest | 13 oktober 1993   | WK 1994 kwalificatie | Roemenië − België | 2 − 1   |
| 9  | Brussel   | 22 april 1998     | Vriendschappelijk    | België − Roemenië | 1 − 1   |
| 10 | Boekarest | 28 april 1999     | Vriendschappelijk    | Roemenië − België | 1 − 0   |
| 11 | Luik      | 11 november 2011  | Vriendschappelijk    | België − Roemenië | 2 − 1   |
| 12 | Boekarest | 14 november 2012  | Vriendschappelijk    | Roemenië – België | 2 – 1   |
| 13 | Keulen    | 22 juni 2024      | EK 2024              | België – Roemenië | 2 – 0   |

## Samenvatting
| Competitie        | Totaal gespeeld | Winst België | Gelijk | Winst Roemenië | Doelsaldo België – Roemenië |
| ----------------- | --------------- | ------------ | ------ | -------------- | --------------------------- |
| WK-kwalificatie   | 2               | 1            | 0      | 1              | 2 − 2                       |
| EK-eindronde      | 1               | 1            | 0      | 0              | 2 − 0                       |
| Vriendschappelijk | 10              | 4            | 2      | 4              | 14 − 12                     |
| Totaal            | 13              | 6            | 2      | 5              | 18 − 14                     |

Wedstrijden bepaald door strafschoppen worden, in lijn met de FIFA, als een gelijkspel gerekend.

## Details

### Zevende ontmoeting
| WK 1994 kwalificatie (Brussel, België, 14 oktober 1992): |              | |
| België | 1 – 0        | Roemenië |
| Rudi Smidts 26' | goals        | |
| Paul Van Himst | bondscoach   | Cornel Dinu |
| Michel Preud'homme Dirk Medved Philippe Albert Georges Grün Rudi Smidts Lorenzo Staelens Franky Van der Elst Enzo Scifo Danny Boffin Marc Degryse Alex Czerniatynski 70' | opstellingen | Bogdan Stelea Dan Petrescu Gheorghe Mihali Miodrag Belodedici Tibor Selymes Ovidiu Sabău Ion Lupescu Gheorghe Hagi Dorinel Munteanu Marius Lăcătuș 80' Ilie Dumitrescu |
| Marc Wilmots 70' | wissels      | 80' Pavel Badea |